# El Quetzal
El Quetzal è un comune del Guatemala facente parte del dipartimento di San Marcos.